# Конате, Шейк Умар
Шейк Умар Конате (фр. Cheick Oumar Konaté; род. 2 апреля 2004, Бамако) — малийский футболист, защитник клуба «Клермон».

## Клубная карьера
Конате — воспитанник клуба АС Бамако. В 2022 году он подписал контракт с французским «Клермоном». Для получения игровой практики Шейк начал выступать за дублирующий состав. 19 февраля 2023 года в матче против «Ренна» он дебютировал в Лиге 1. 24 сентября в поединке против «Гавра» Шейк забил свой первый гол за «Клермон». 